# Comuna Spaske, Sosnîțea
Spaske (în ucraineană Спаське) este o comună în raionul Sosnîțea, regiunea Cernihiv, Ucraina, formată din satele Filonivka, Hutîșce, Iaklîci și Spaske (reședința).

## Demografie
Componența lingvistică a comunei Spaske
     Ucraineană (97,87%)
     Rusă (2,13%)
Conform recensământului din 2001, majoritatea populației comunei Spaske era vorbitoare de ucraineană (97,87%), existând în minoritate și vorbitori de rusă (2,13%).